# Agalmyla elongata
Agalmyla elongata là một loài thực vật có hoa trong họ Tai voi. Loài này được (Blume) B.L.Burtt mô tả khoa học đầu tiên năm 1999.